# Galactia filiformis
Galactia filiformis är en ärtväxtart som först beskrevs av Nikolaus Joseph von Jacquin, och fick sitt nu gällande namn av George Bentham. Galactia filiformis ingår i släktet Galactia och familjen ärtväxter. Inga underarter finns listade i Catalogue of Life.